# Dry Drayton
Dry Drayton è un villaggio e parrocchia civile dell'Inghilterra, appartenente alla contea del Cambridgeshire.